# Fletxa Valona 1944
La Fletxa Valona 1944 fou la 8a edició de la cursa ciclista Fletxa Valona. Es disputà el 14 de maig de 1944 i el vencedor final fou el belga Marcel Kint, repetint l'èxit que havia obtingut l'any anterior. Els també belgues Albéric Schotte i Marcel Quertinmont completaren el podi.

## Classificació final
|    | Ciclista                  | Equip             | Temps      |
| -- | ------------------------- | ----------------- | ---------- |
| 1  | Marcel Kint (BEL)         |                   | 6h 11' 00" |
| 2  | Brik Schotte (BEL)        | Helyett           | m. t.      |
| 3  | Marcel Quertinmont (BEL)  |                   | m. t.      |
| 4  | Jules Lowie (BEL)         |                   | m. t.      |
| 5  | Charles Terryn (BEL)      |                   | + 2' 58"   |
| 6  | Petrus Vanderrusten (BEL) |                   | + 8' 04"   |
| 7  | Marcel Lavaux (BEL)       |                   | + 8' 04"   |
| 8  | Albert Dubuisson (BEL)    | Trialoux - Wolber | + 9' 12"   |
| 9  | Denis Van Dyck (BEL)      |                   | + 9' 12"   |
| 10 | Jean Claessens (BEL)      | Rochet            | + 9' 12"   |